# Ric Reitz
Ric Reitz est un acteur américain né le 8 septembre 1955 à Rochester dans l'État de New York.

## Filmographie

### Cinéma
- 1988 : Now I Know : le journaliste
- 1991 : Junior le terrible 2 : le personnel de santé
- 1992 : Miss Cobaye : Dave
- 1994 : Le Cadeau du ciel : le travailleur social
- 1995 : Souvenirs d'un été : M. Albertson
- 1997 : Rosewood : John Bryce
- 1998 : Claudine's Return : le père de Chloé
- 2000 : 28 jours en sursis : le père à la station essence
- 2000 : Unshackled : M. Farlow
- 2002 : Juwanna Mann : le coach de danse
- 2004 : Mr. 3000 : l'assistant du président de HOF
- 2005 : Madea, grand-mère justicière : D.A.
- 2006 : ATL : M. Sapp
- 2007 : Daddy's Little Girls : le père
- 2009 : The People v. Leo Frank : Reuben Arnold
- 2009 : La Famille Jones : Bob Jones
- 2010 : Kiss and Kill : Dougie Vollero
- 2011 : Quaterlife Ben : Tom
- 2012 : Les Trois Corniauds : Jon Hamm
- 2012 : After : le médecin
- 2012 : Flight : l'avocat de Carr
- 2012 : Mademoiselle Détective : le sénateur d'état
- 2013 : Broken City : Mitch Rappaport
- 2013 : Un havre de paix : le chef de la police Mulligan
- 2013 : Solace : Peter
- 2013 : The Last of Robin Hood : Melvin Belli
- 2013 : Last Vegas : Neil
- 2014 : The Devil's Hand : Shérif Stevens
- 2014 : Vertiges : Joel Kotkin
- 2016 : Almost Christmas : coach Parker
- 2016 : Le Fondateur : Will Davis
- 2017 : Sleepless : Capitaine
- 2017 : County Line : Zack van Zant
- 2018 : Come Sunday : Richard Roberts
- 2019 : Finding Steve McQueen : Shérif Kelly
- 2019 : The Last Full Measure : Frank jeune
- 2020 : Alieu the Dreamer : Steven
- 2021 : Willy's Wonderland : Tex Macadoo

### Télévision
- 1988 : Affaire classée : le deuxième policier
- 1989-1993 : In the Heat of the Night : Chris Pastore et Sidney Wallace (3 épisodes)
- 1991 : Superboy : l'avocat de la défence de Sloane (1 épisode)
- 1991 : Un coupable idéal : le journaliste
- 1992 : Les Ailes du destin : Clifford McFreely (2 épisodes)
- 1994 : Les Enquêtes extraordinaires : Thomas Hall (1 épisode)
- 1995 : Matlock : Glen Silver (1 épisode)
- 1997 : Savannah : Stewart Hoffman (2 épisodes)
- 1998 : Dawson : Bob Collinsworth (2 épisodes)
- 1998 : De la Terre à la Lune : le huitième journaliste (1 épisode)
- 2004 : La Naissance d'une nouvelle star : David Aarons
- 2005-2006 : Surface : Ron Barnett (11 épisodes)
- 2007 : October Road : le principal (1 épisode)
- 2009-2010 : My Parents, My Sister and Me : Joel Goldman (7 épisodes)
- 2010 : Vampire Diaries : Benjamin Lockwood (1 épisode)
- 2010 : Past Life : Bill Stafford (1 épisode)
- 2010-2012 : Drop Dead Diva : Rob Waldron (4 épisodes)
- 2012 : Burn Notice : Jack Vale (1 épisode)
- 2012 : Revolution : Colonel John Faber (2 épisodes)
- 2014 : Devious Maids : Dr Kimball (1 épisode)
- 2014 : Nashville : Dr Richards (1 épisode)
- 2015 : The Haves and the Have Nots : George (1 épisode)
- 2015 : Finding Carter : Martin Delong (2 épisodes)
- 2016 : Quantum Break : Davis (1 épisode)
- 2016 : Turn: Washington's Spies : Révérend Worthington (2 épisodes)
- 2017-2018 : Superstition : Maire Bickley (4 épisodes)
- 2018 : New York, unité spéciale : Danny Quinn (saison 20, épisode 4)
- 2018 : MacGyver : Steckler (1 épisode)
- 2019 : Le Résident : Jim Deloach (1 épisode)
- 2022 : New York, police judiciaire : gouverneur Ronald Carter (saison 22, épisode 2)